# Nyctemera plagifera
Nyctemera plagifera là một loài bướm đêm thuộc phân họ Arctiinae, họ Erebidae.